# 24808 Iwanaguchi
24808 Iwanaguchi è un asteroide della fascia principale. Scoperto nel 1994, presenta un'orbita caratterizzata da un semiasse maggiore pari a 3,184369 UA e da un'eccentricità di 0,217106, inclinata di 13,322139° rispetto all'eclittica. Ha un diametro di 10,114 km.